# Saint Paul Capisterre

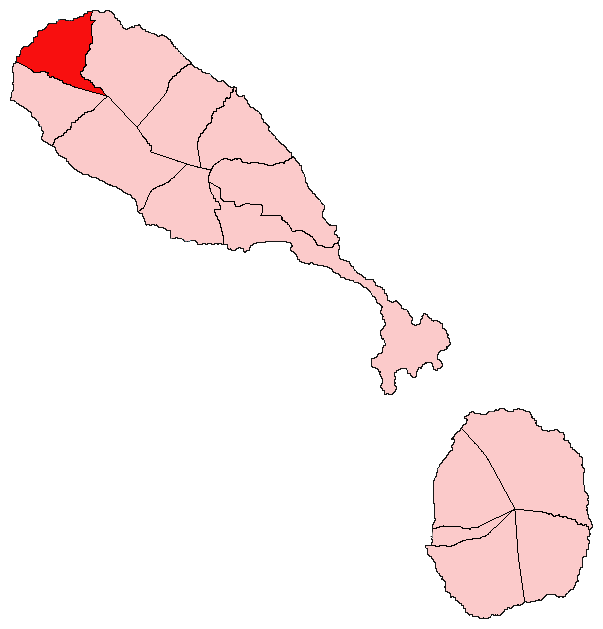

Saint Paul Capisterre – parafia w północnej części wyspy Saint Kitts należącej do Saint Kitts i Nevis. Jej stolicą jest Saint Paul’s. Powierzchnia parafii wynosi 13,8 km², liczy ona 2460 mieszkańców (2001).